# Оклендский чирок
Оклендский чирок (лат. Anas aucklandica) — водоплавающая птица из рода речных уток (Anas) отряда гусеобразных.

## Распространение
Эндемик архипелага Окленд южнее Новой Зеландии. Вид был найден лишь на территории всего Оклендского архипелага, но теперь ограничен островами, на которых нет хищников: Адамса, Эндерби, островом Обманутых Надежд и несколькими мелкими островами. Сообщения о нелетающих утках на островах Снэрс (Hector, 1896) скорее относится к отставшим особям.

## Описание
Оклендский чирок меньше, чем бурый чирок на основных островах Новой Зеландии, вида, который рассматривался как подвид оклендского чирка. Оперение всего верха у него коричневое с проблесками зелёного на шее и заметными белыми кругами вокруг глаз. Самка немного темнее, чем самец. Крылья очень маленькие и, подобно родственному кэмпбельскому чирку, оклендский чирок потерял способность летать.

## Места обитания
Вид населяет целый ряд мест обитания на островах, включая поля с растущими пучками травой, заросли кустарников с мегатравой и морские побережья.

## Питание
Оклендский чирок по большей части плотояден, питается морскими беспозвоночными, насекомыми, амфибиями и другими мелкими беспозвоночными.

## Образ жизни
Оклендский чирок большей частью сумеречная или ночная птица, предпочитая скрываться от хищников (новозеландского сокола и поморников) в течение дня. Это территориальная птица и он редко образует стаи.